# Margit Hellwig-Bötte
Margit Hellwig-Bötte (* 11. Juli 1958 in Kassel) ist eine deutsche Diplomatin.

## Leben
Nach dem Abitur studierte sie Geschichte, Philosophie und Romanistik und legte 1984 das Erste Staatsexamen ab. Nach einem Diplom in Europäischer Verwaltungswissenschaft am College of Europe in Brügge 1985 absolvierte sie 1987 ihr Zweites Staatsexamen.

## Laufbahn
1988 trat sie in den Diplomatischen Dienst ein und war nach Beendigung ihrer Attachéausbildung 1990 zunächst Referentin im Referat für Hochschulen und Wissenschaft (Referat 604) des Auswärtigen Amtes tätig und danach von Dezember 1991 bis Dezember 1993 Ständige Vertreterin des Botschafters in Guinea. Nach ihrer Rückkehr war sie Referentin im Parlaments- und Kabinettsreferat (Referat 011) des Bundesaußenministeriums tätig, ehe sie danach zwischen Mai 1997 und Januar 1999 Stellvertretende Leiterin des Pressereferats an der Botschaft im Vereinigten Königreich war. Danach war sie bis Juni 2006 als Koordinatorin für Außenpolitik der Bundestagsfraktion der SPD im Deutschen Bundestag tätig und beschäftigte sich dabei schwerpunktmäßig mit Fragen der transatlantischen Beziehungen, europäischer Sicherheitspolitik und Afrika. Im Juni 2006 wurde sie dann Referatsleiterin für Gesamteuropäische politische Strukturen (Referat 203) des Auswärtigen Amtes und war damit insbesondere verantwortlich für die Politik in der Organisation für Sicherheit und Zusammenarbeit in Europa (OSZE).
Von August 2009 bis September 2013 war Margit Hellwig-Bötte als Nachfolgerin von Walter Johannes Lindner Botschafterin in Kenia sowie zugleich für die Seychellen und Somalia akkreditiert. Im Oktober 2013 sollte sie den Posten als Botschafterin in Tansania übernehmen, jedoch wurde ihre Akkreditierung von der Regierung verweigert. Hellwig-Bötte war dann für knapp ein Jahr als Gastwissenschaftlerin bei der Stiftung Wissenschaft und Politik tätig und wurde im Juli 2014 Referatsleiterin in der Abteilung Vereinte Nationen im Auswärtigen Amt. Im März 2015 wurde sie Leiterin der Stabsstelle VN-Personalpolitik in der Abt. für Internationale Ordnung, Vereinte Nationen und Rüstungskontrolle. Von Juli 2016 bis Juli 2020 war sie als Generalkonsulin in Bangalore tätig. Von Sommer 2020 bis Sommer 2024 war sie Botschafterin in Gaborone, Botswana.